# Weißbier

Etikett der Kaiser-Wilhelm-Brauerei aus der Zeit vor dem Ersten Weltkrieg

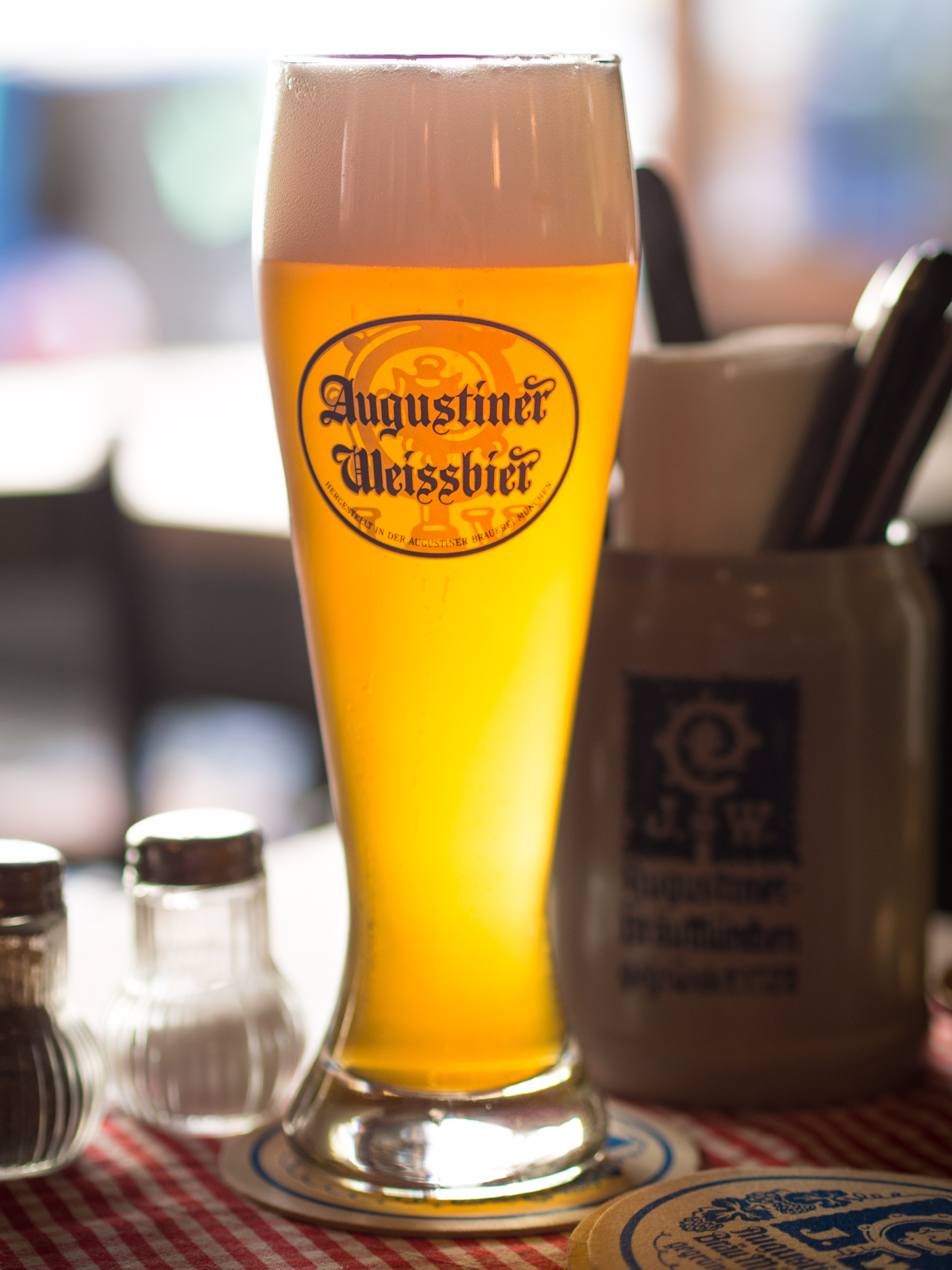
Ein Glas Weißbier der Münchner Augustiner-Bräu

Weißbier, auch weißes Bier oder einfach nur Weiße, im Handel oft auch in der Schreibung Weissbier anzutreffen, ist eine Biersorte, die sich ursprünglich nur auf die Abgrenzung zu Braunbier, Rotbier und Schwarzbier bezog. Die Bezeichnung weiß ist der sprachlich/sprachspielerische Hinweis auf das verwendete Getreide Weizen (wie bei Weizenbier). Während in Süddeutschland Weißbier meist mit Weizenbier gleichgesetzt wurde, werden andererorts auch obergärige Gerstenbiere als Weißbier bezeichnet.

## Sorten
- Bayerisches Weißbier
- Berliner Weißbier
- Grätzer Weißbier
- Hefe-Weißbier
- Weißbierpils

Daneben gibt es Weißbier in den Varianten hell, dunkel, „leicht“ und alkoholfrei.